# Dasiops clarionus
Dasiops clarionus är en tvåvingeart som beskrevs av Mcalpine 1964. Dasiops clarionus ingår i släktet Dasiops och familjen stjärtflugor. Inga underarter finns listade i Catalogue of Life.